# 大相模調節池

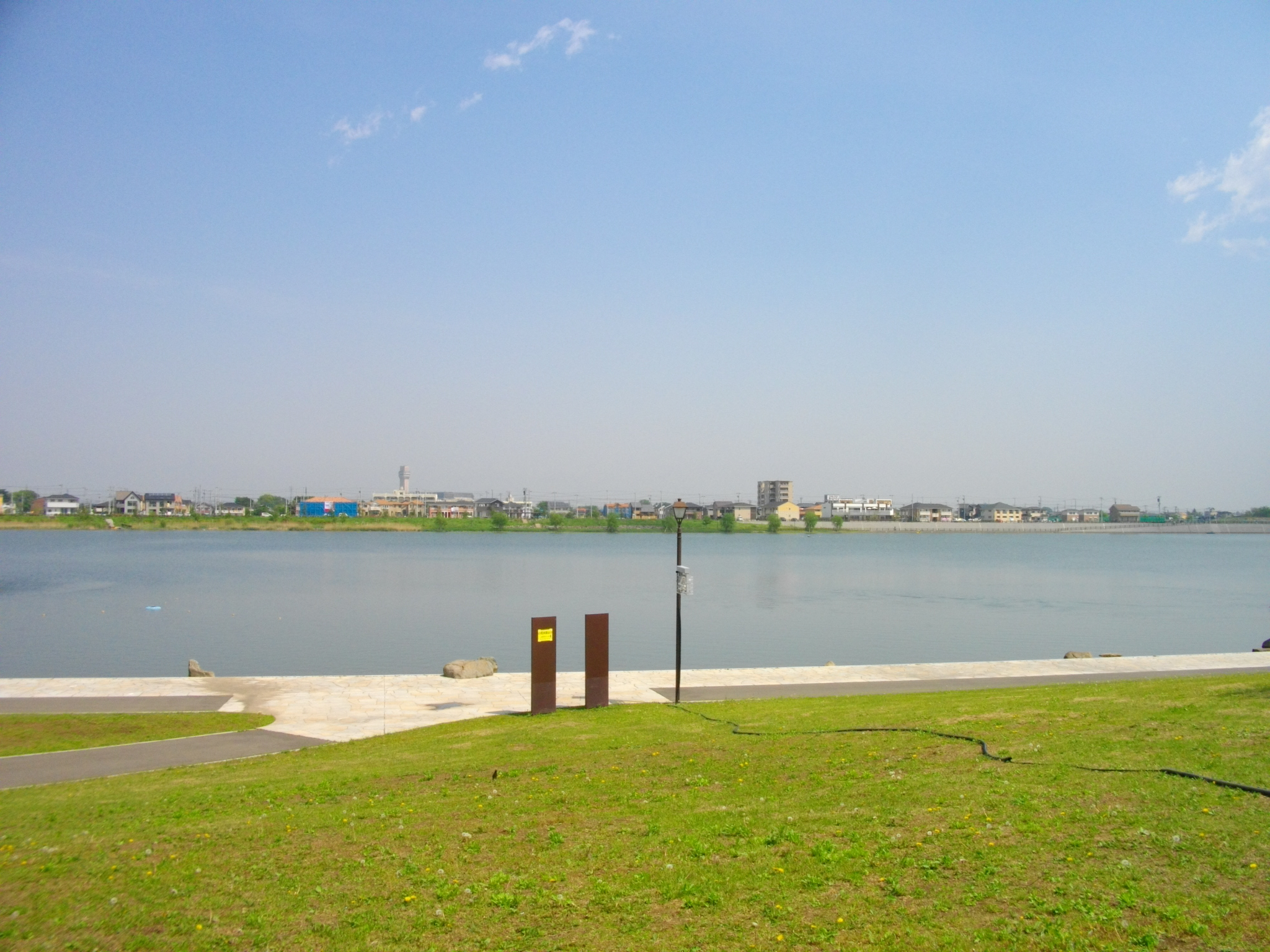
大相模調節池

大相模調節池（おおさがみちょうせつち）は、独立行政法人都市再生機構が埼玉県の同意を得て越谷レイクタウンの地区中央に設置した調節池である。

## 概要
埼玉県越谷市が推進する地区整備事業の越谷レイクタウン事業の一環として施工され、「新しく水との共存文化を創造する都市」をスローガンに、事業区画のほぼ中央に39.5haという広さの水害対策を視野に入れた調節池（調節容量120万立方メートル）として建設された。地域住民の憩いの場として池の一部を開放し、自由に利用出来るようになっている。
調節池の総事業費は347億円であり、導排水路の総事業費は93億円である。2014年（平成26年）10月19日に竣工した。

## 効果
元荒川流域は比較的低地が多く、特に越谷市は水路に囲まれ水郷として知られる半面、洪水に多く悩まされてきた経緯がある。そのためニュータウンの建設にあたり、洪水時に元荒川から導水・貯水し、豪雨が去ったあとに中川へ排水する巨大な調節池を建設する計画が推進された。面積は約40ha、深さ最大約5mの貯水池が完成し、120万立方メートル（東京ドームと同程度）の水を受け入れることが可能となった。
完成翌年の2015年9月に台風18号による平成27年9月関東・東北豪雨が発生し、埼玉県内で最も被害を受けた越谷市内では、最多の床上浸水が175棟、床下浸水が584棟に上った。調節池より北側の地区に集中しており、河川の排水機能が追い付かず、せんげん台駅周辺など、場所によっては1m近い水深になった。
越谷市の至るところで冠水が発生したものの、その際越谷レイクタウンでは、周辺より嵩上げされた地盤であることや、容量いっぱいまで貯水したことによって浸水被害はなかった。また、調節池より下流域での浸水被害は少なく、被害軽減の効果が実証された。以下は台風18号の大雨によって満水になった大相模調節池。

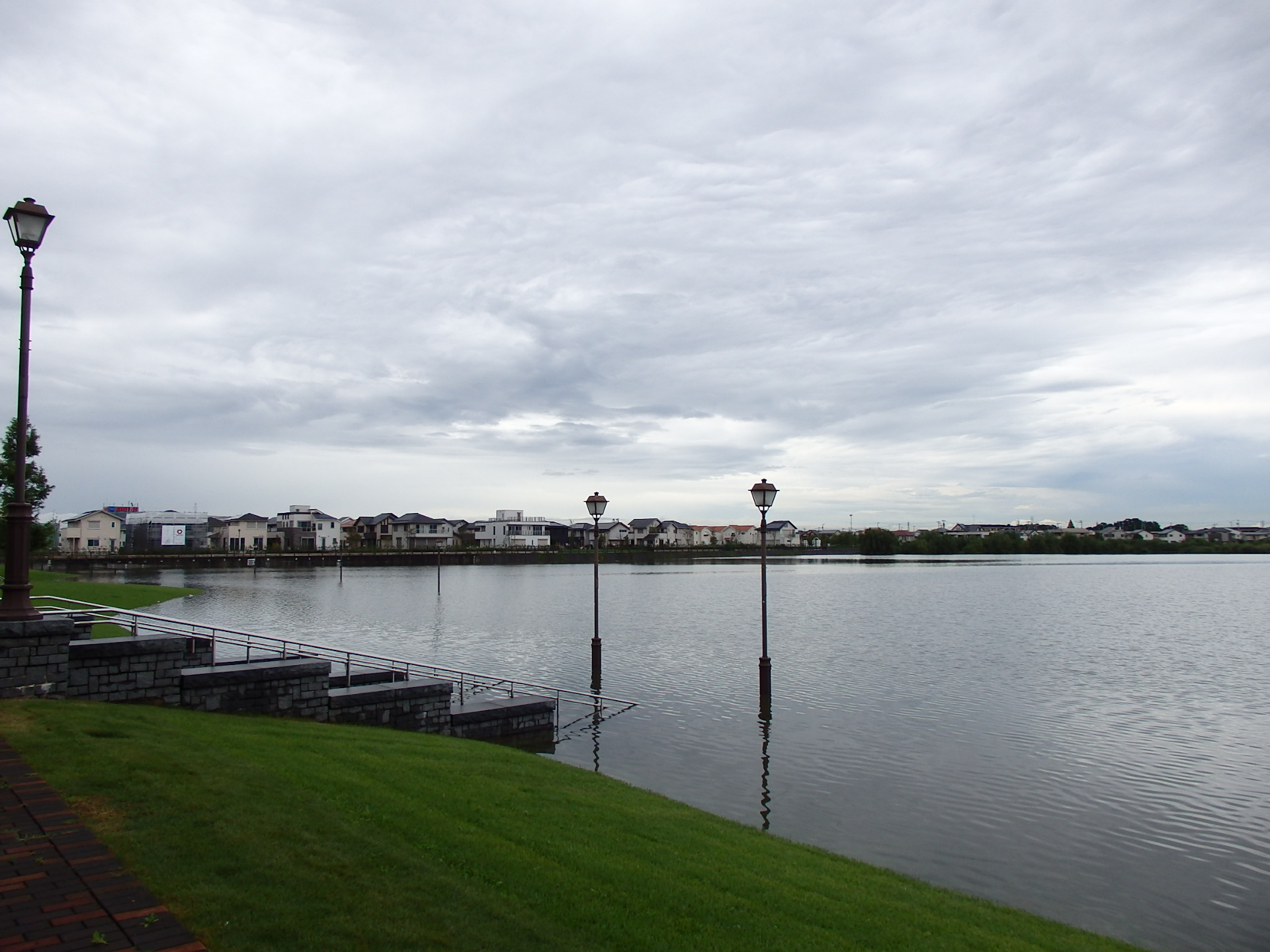
満水時（2015年9月11日）
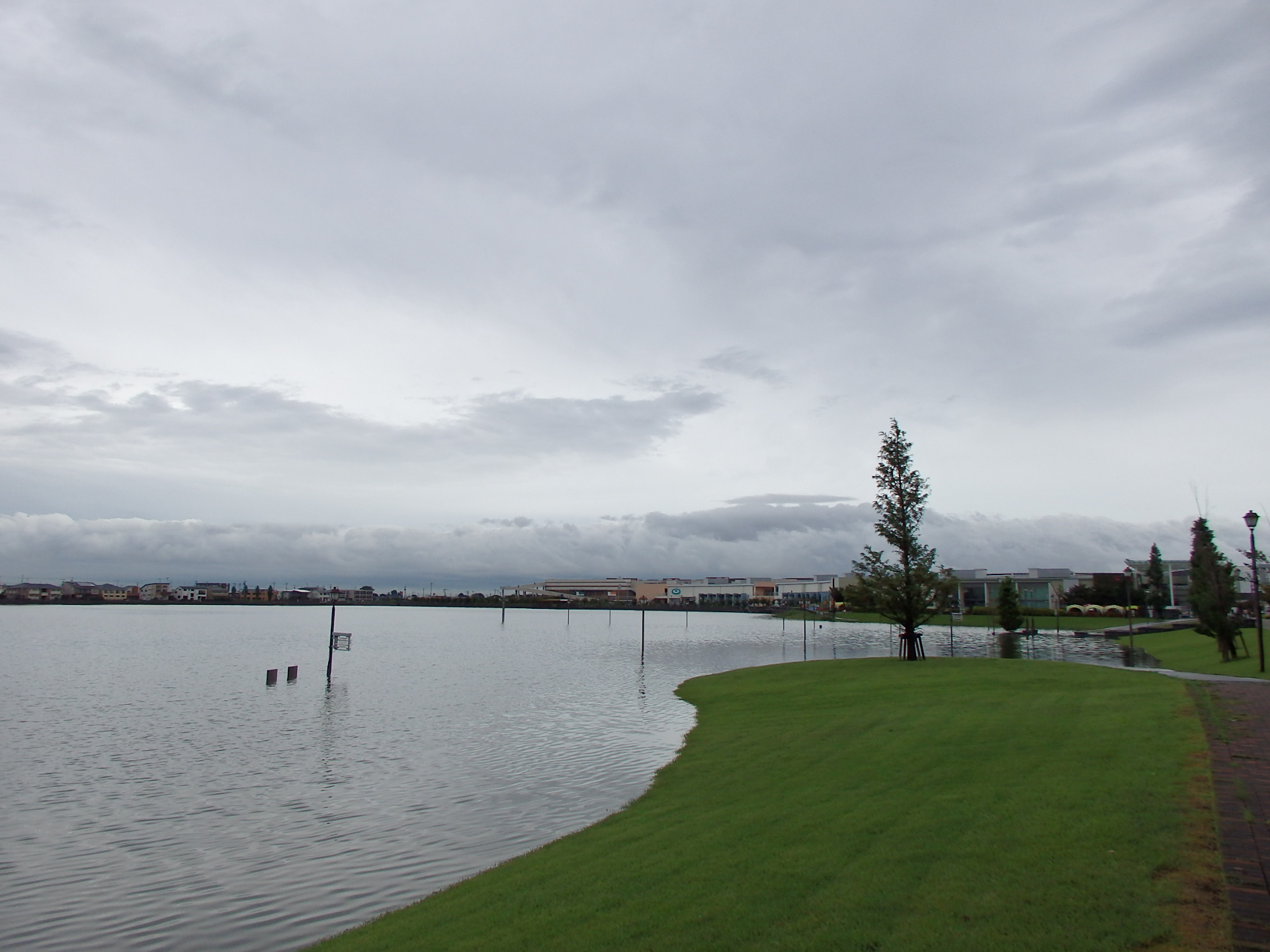
満水時（2015年9月11日）
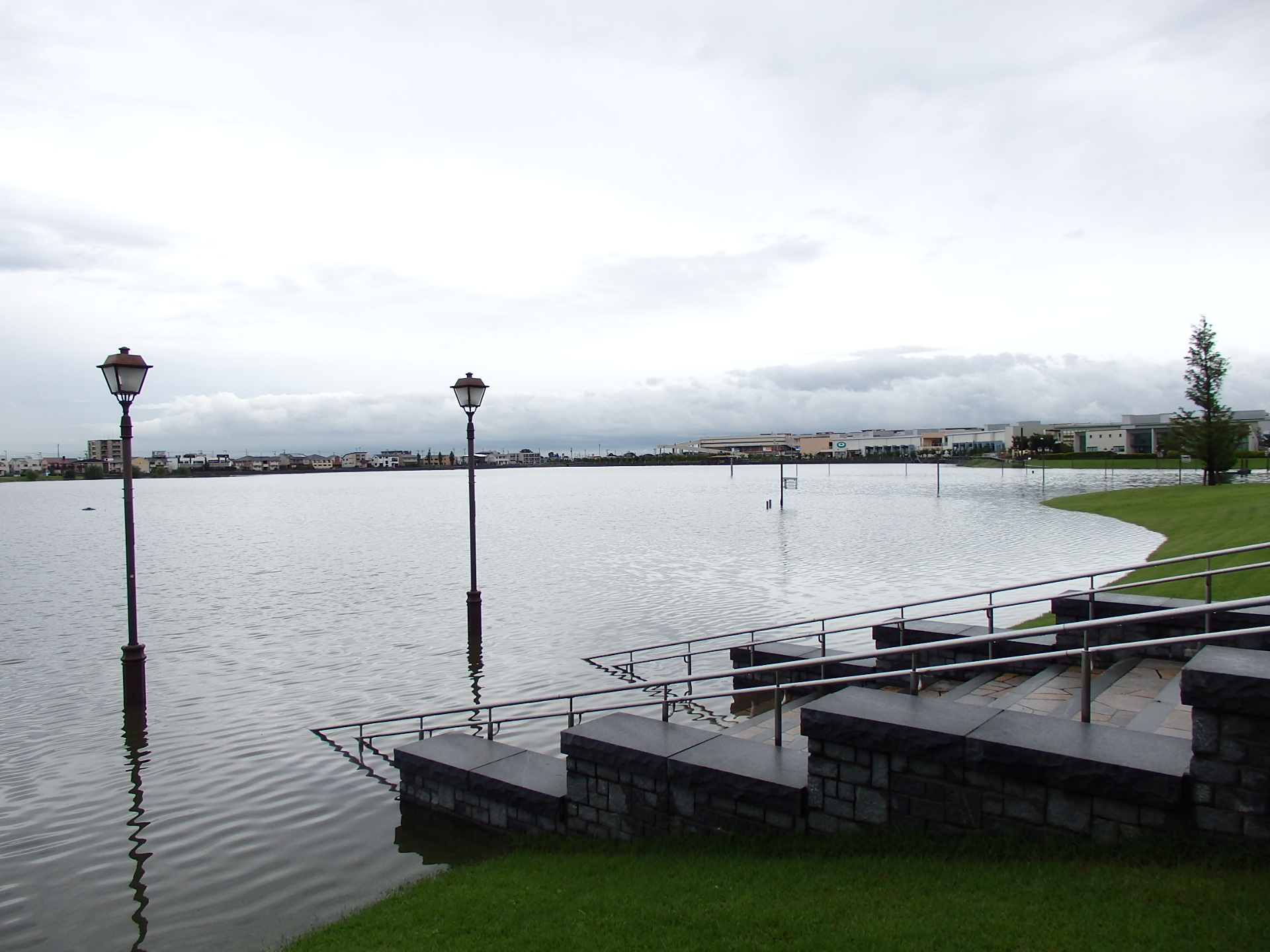
満水時（2015年9月11日）
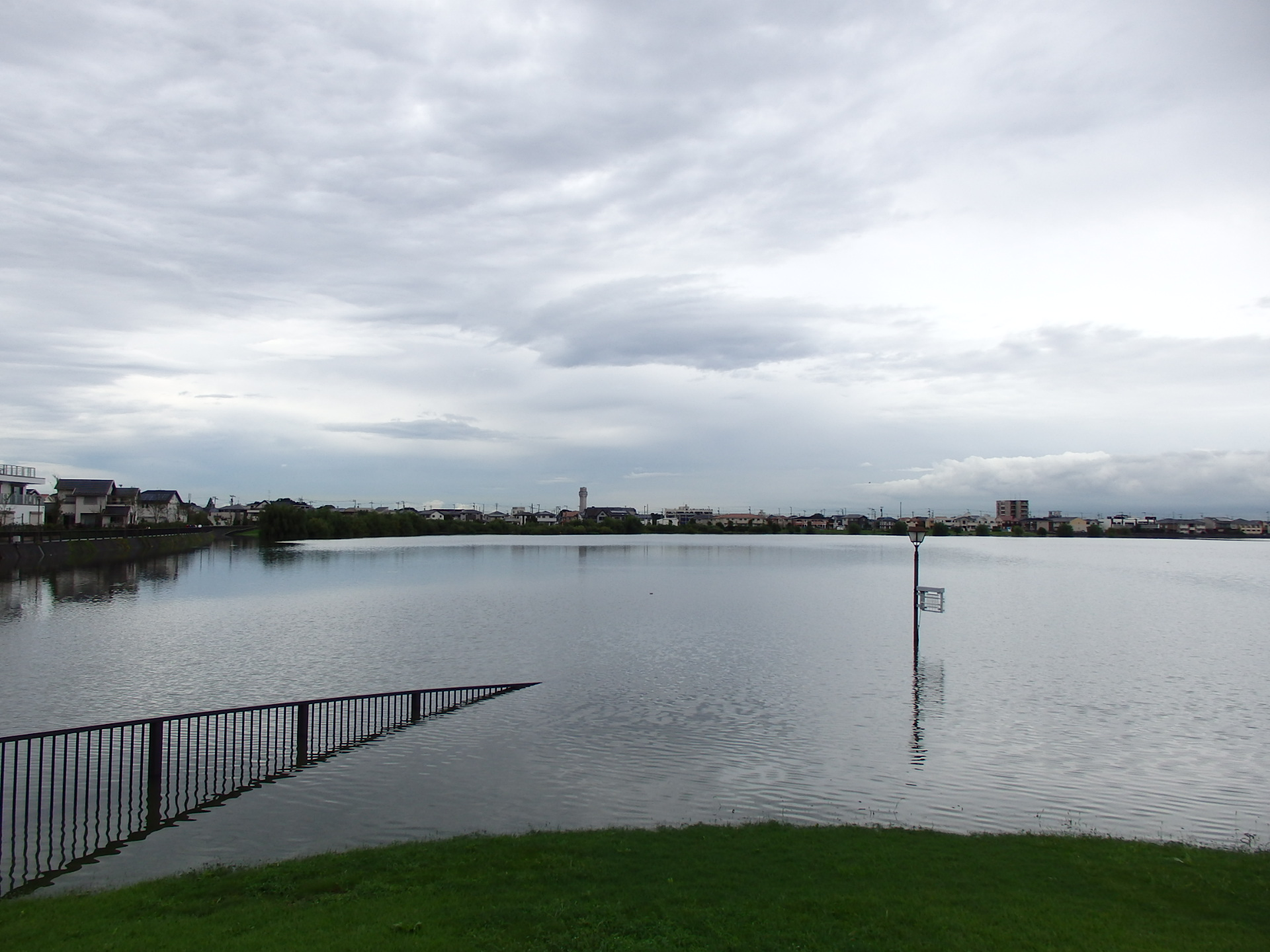
満水時（2015年9月11日）
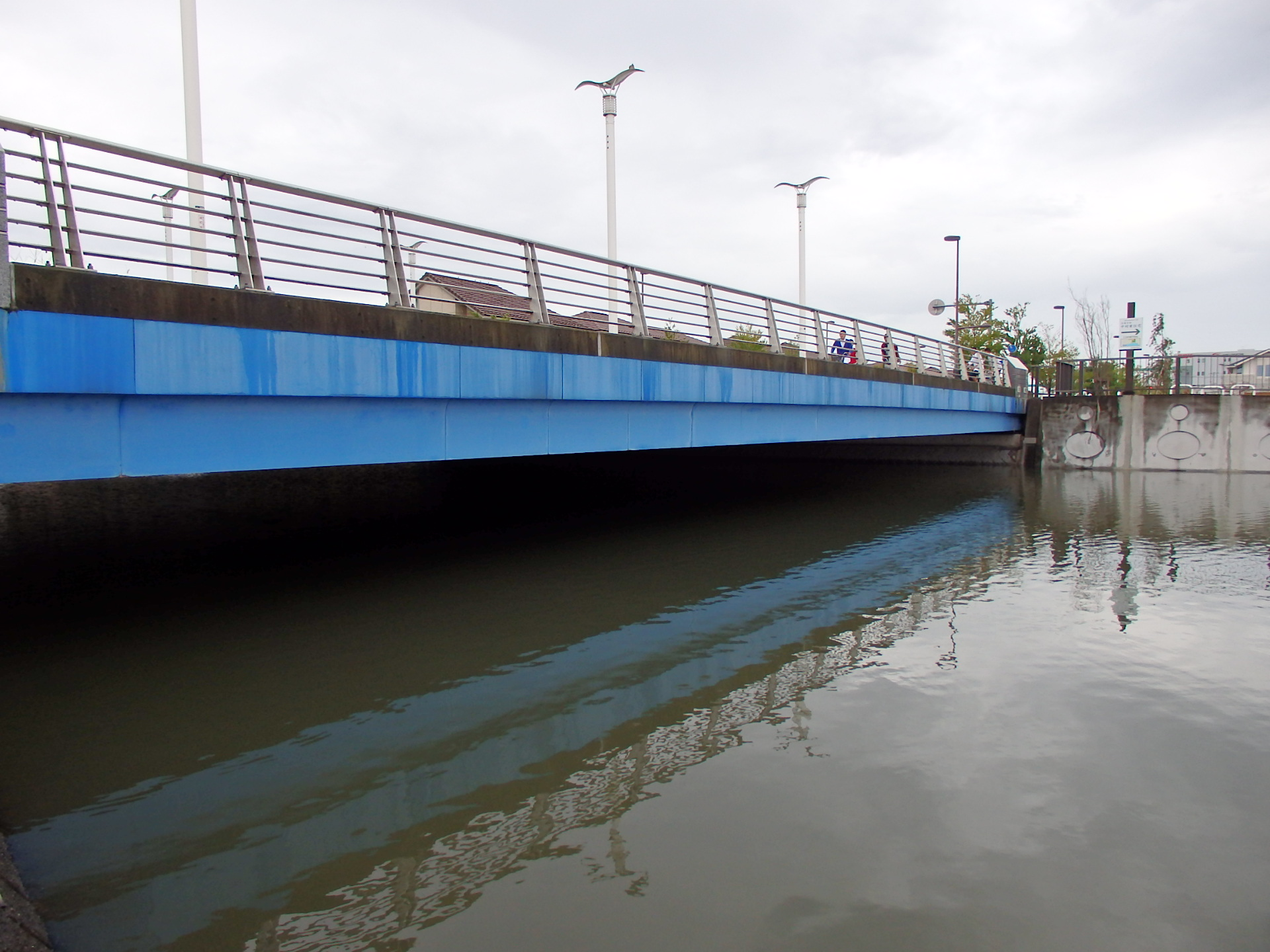
満水時（2015年9月11日）
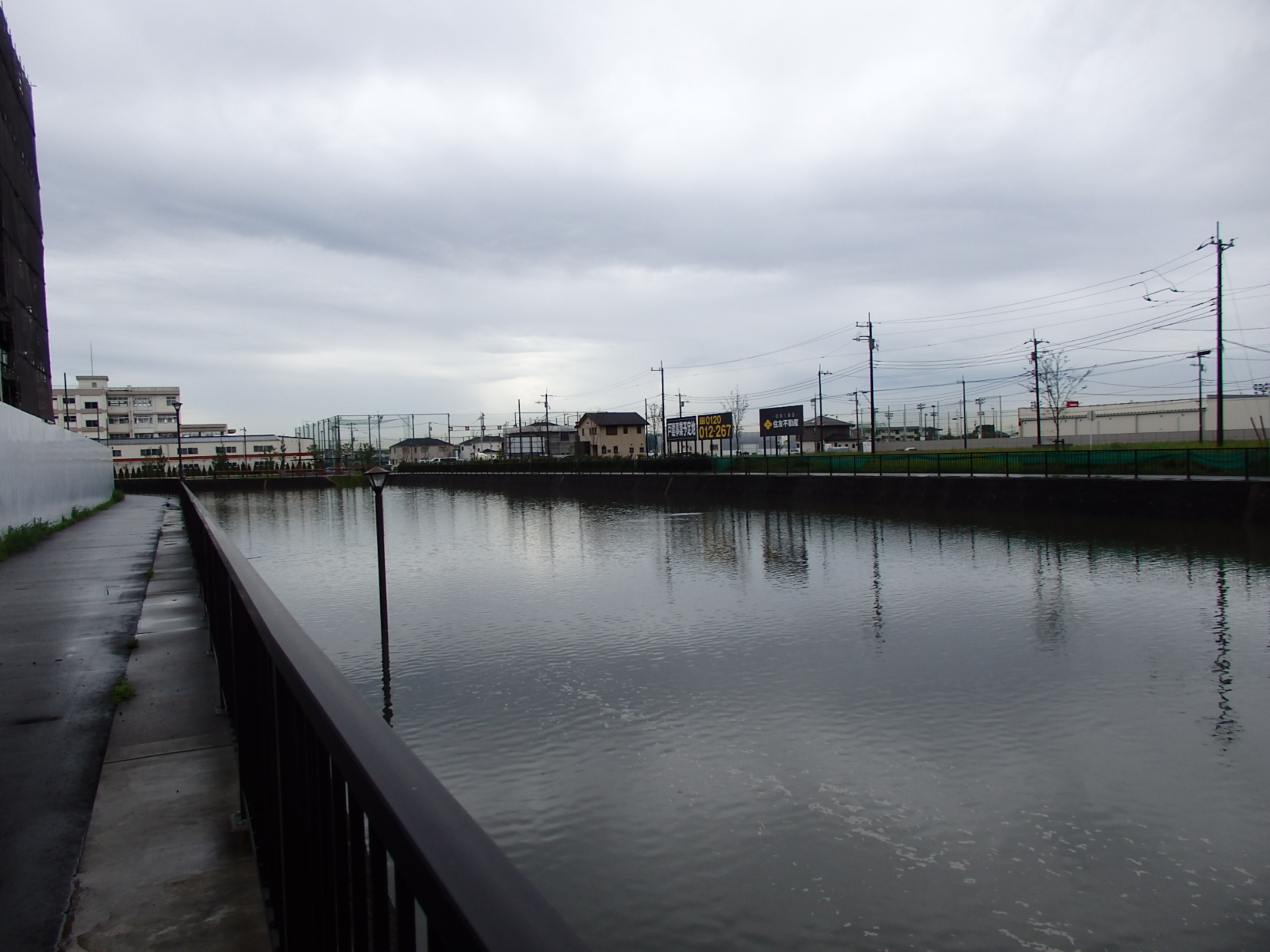
満水時（2015年9月11日）
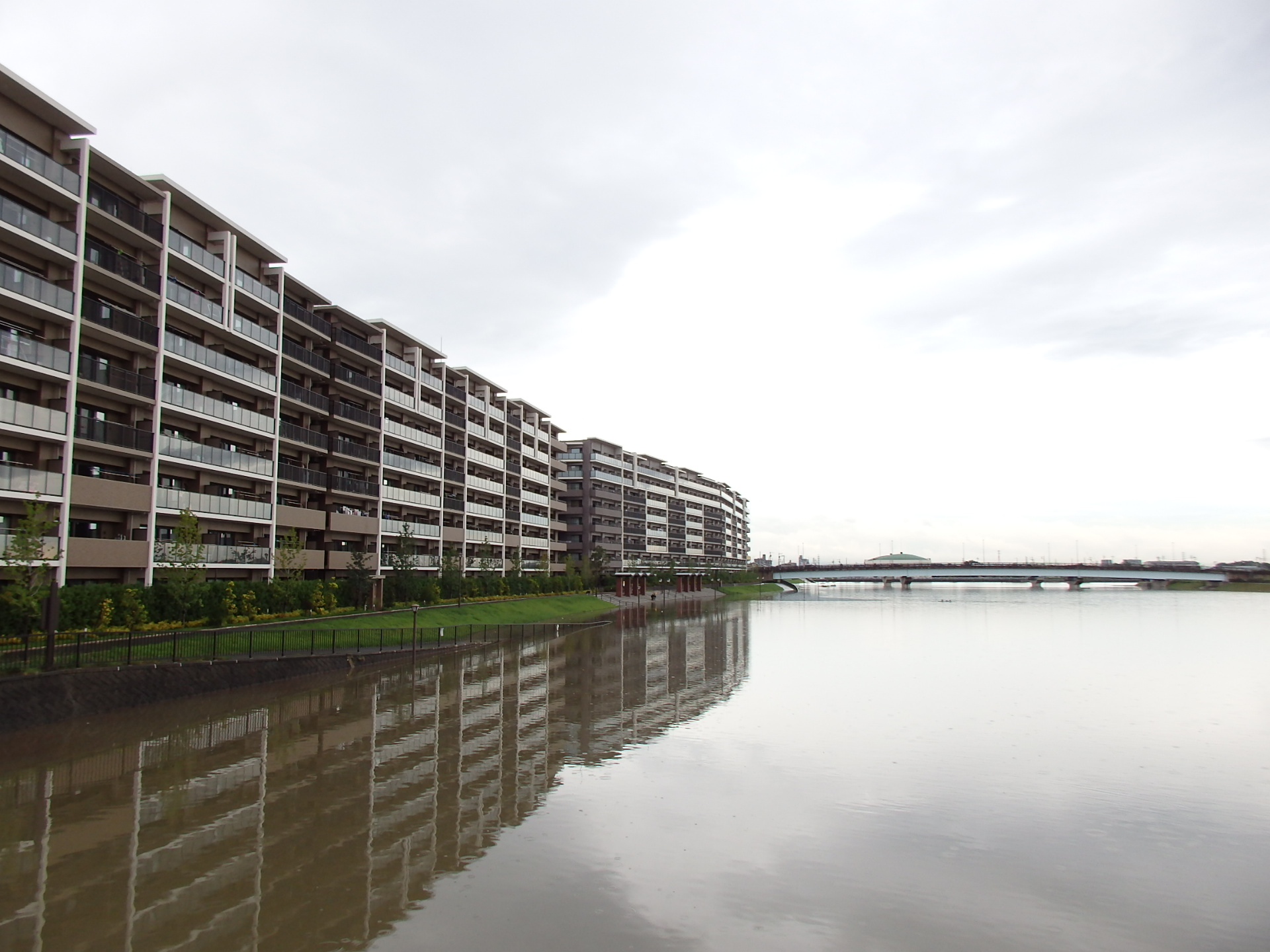
満水時（2015年9月11日）